# 마크 험프리
마크 험프리(Mark Humphrey, 1960년 12월 27일 ~ )는 캐나다의 배우이다.
밴쿠버에서 태어났다.

## 출연 작품
- 런 포 유어 라이프 (2014년) - 로버트 역
- Encounter with Danger (2009)
- 리틀 걸 로스트 (2008년)
- 바이퍼스 (2008년) - 헨드릭스 보안관 역
- Still Small Voices (2007)
- 크루얼 벗 네시서리 (2005년)
- 포화 속의 용기: 두 여자 (1997, Stories of Courage: Two Women)
- 할리퀸 - 위험한 미인 (1994년)
- 투 캐치 어 킬러 (1992년)
- 이엔지 (1989년)
- 아이언 이글 2 (1988년)
- 레클스 디스리가드 (1985년)